# Garruchos (Brasil)
Garruchos es un municipio brasileño del estado de Río Grande del Sur.
Se encuentra ubicado a orillas del río Uruguay, frente a la localidad homónima del lado argentino. Está a una latitud de 28º11'01" Sur y una longitud de 55º38'20" Oeste, estando a una altitud de 69 metros sobre el nivel del mar. Su población estimada para el año 2004 era de 3.936 habitantes.
Ocupa una superficie de 830,93 km².
- Datos: Q1754446
- Multimedia: Garruchos / Q1754446